# Geodatabase
Geodatabase ou base de dados geográficos é um modelo de gestão/gerenciamento de dados geográficos baseado em arquivos ou ficheiros, ao contrário de um workspace, que é um diretório de sistema de arquivos. Nesse diretório os arquivos estão retidos como uma coleção de conjunto de dados (datasets), tais como: coverages (coberturas), grids (grelhas) e arquivos info.
Num dos mais usados sistemas de informação geográfica, o ArcGIS, o foco está numa base de dados relacional, referida como Geodatabase. O modelo de armazenamento Geodatabase está baseado no modelo relacional padrão de tabelas e informação de atributos. Toda informação Geodatabase está retida em tabelas DBMS. Um feature dataset é uma coleção de feature classes com topologias e relações espaciais definidas pelo usuário, que são
armazenadas dentro de uma Geodatabase.

## Itens doGeodatabase
Num Geodatabase os dados geográficos são organizados numa hierarquia de objetos de dados. Esses objetos de dados são armazenados em classes de entidades (ou feições, features) e datasets (conjuntos de dados) de entidades. Uma classe de objetos é uma tabela na geodatabase que armazena dados não espaciais.
Um classe de entidades é uma coleção de entidades com o mesmo tipo de geometria e os mesmos atributos. Um dataset de entidades é uma coleção de classes de entidades que compartilham a mesma referência espacial. Classes de entidades que armazenam entidades simples podem ser organizadas dentro ou fora de um dataset de entidades. Classes de entidades que armazenam entidades topológicas devem estar contidas dentro de um dataset de entidades para assegurar uma referência espacial comum.
O ArcMap contém ferramentas para criar classes de objetos (tabelas), classes de entidades e datasets de entidades. Uma vez que esses itens tenham sido criados numa Geodatabase, itens adicionais tais como subtipos, classes de relações simples, classes de relações compostas, redes geométricas e topologias podem ser criados.